# Eurytium limosum
Eurytium limosum är en kräftdjursart som först beskrevs av Thomas Say 1818.  Eurytium limosum ingår i släktet Eurytium och familjen Panopeidae. Inga underarter finns listade i Catalogue of Life.